# Chelydridae
Chelydridae là một họ rùa có bảy chi đã tuyệt chủng và hai chi còn tồn tại. Các chi còn tồn tại là Chelydra và Macrochelys. Cả hai chi đều đặc hữu Tây bán cầu. Các chi đã tuyệt chủng gồm Acherontemys, Chelydrops, Chelydropsis, Emarginachelys, Macrocephalochelys, Planiplastron, và Protochelydra.
Chelydridae có một lịch sử hóa thạch dài, với các loài đã tuyệt chủng được ghi nhận từ Bắc Mỹ, khắp châu Á và châu Âu, xa bên ngoài phạm vi hiện tại của chúng. Các mô tả chelydridae sớm nhất là Emarginachelys cretacea, được biết đến từ các hóa thạch được bảo quản tốt từ giai đoạn Maastrichtian của Cuối Creta Montana. Một chelydridae hóa thạch được bảo quản tốt là hóa thạch Paleocene Muộn Protochelydra zangerli từ Bắc Dakota. Mai của P. zangerli là cao hơn so với mai của Chelydra gần đây, một đặc điểm phỏng đoán có liên quan đến sự sống chung của lớn, chelonivorous (tức là, rùa ăn) cá sấu. Một chi, Chelydropsis, có chứa một số loài chelydridae Âu-Á nổi tiếng đã tồn tại từ Oligocen đến Pliocen.